# 渡辺喜勝
渡辺 喜勝（わたなべ よしかつ、1942年-　）は、日本の宗教学者。

## 来歴
宮城県生まれ。東北大学文学部宗教学科卒、同大学院博士課程満期退学、1998年「鎌倉新仏教における「救い」の論理と構造 一遍と日蓮の宗教を手がかりに」で東北大学文学博士。山形県立米沢女子短期大学助教授、東北大学医療技術短期大学助教授、教授。2005年定年退官。

## 著書
- 『一遍智真の宗教論』岩田書院 1996
- 『文字マンダラの世界 日蓮の宗教』岩田書院 1999

共編著
- 『死のエコロジー』諸岡道比古,渡辺義嗣共編著 金港堂 1996

### 翻訳
- マックス・マーヴィック編『魔術師 事例と理論』山本春樹共訳 未來社 1984

## 参考
- 『魔術師』訳者紹介